# Myrmica mexicana
Myrmica mexicana är en myrart som beskrevs av Wheeler 1914. Myrmica mexicana ingår i släktet rödmyror, och familjen myror. Inga underarter finns listade i Catalogue of Life.

## Bildgalleri

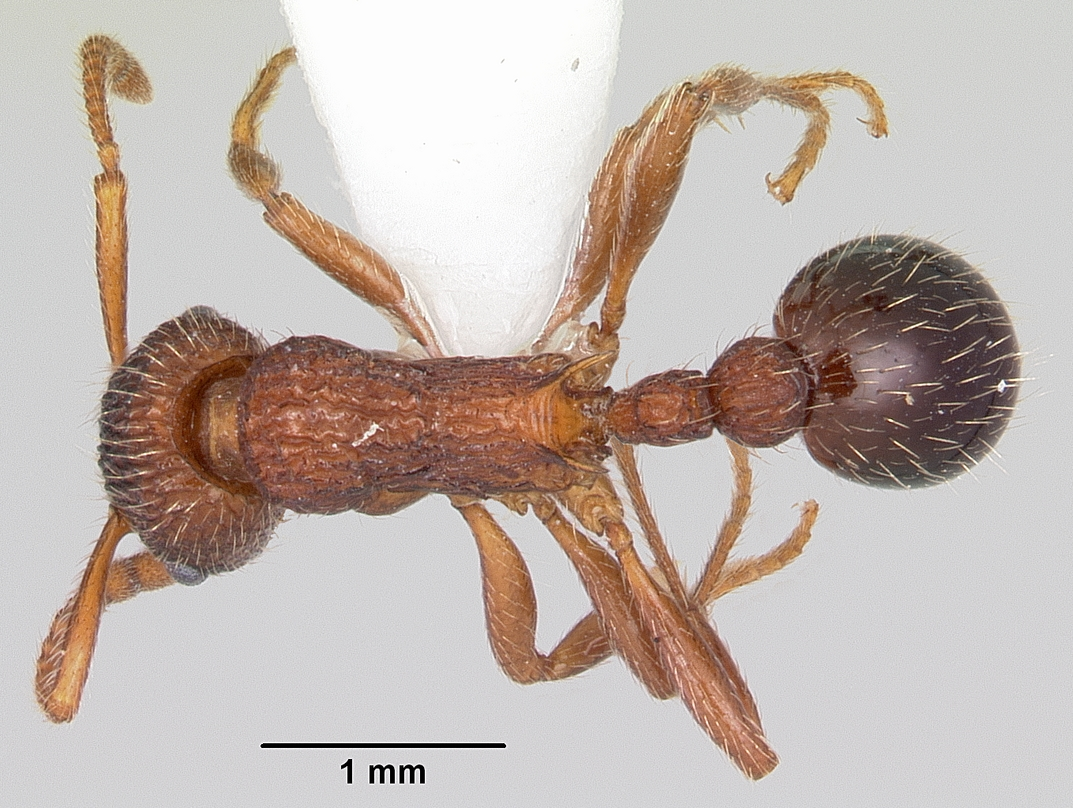
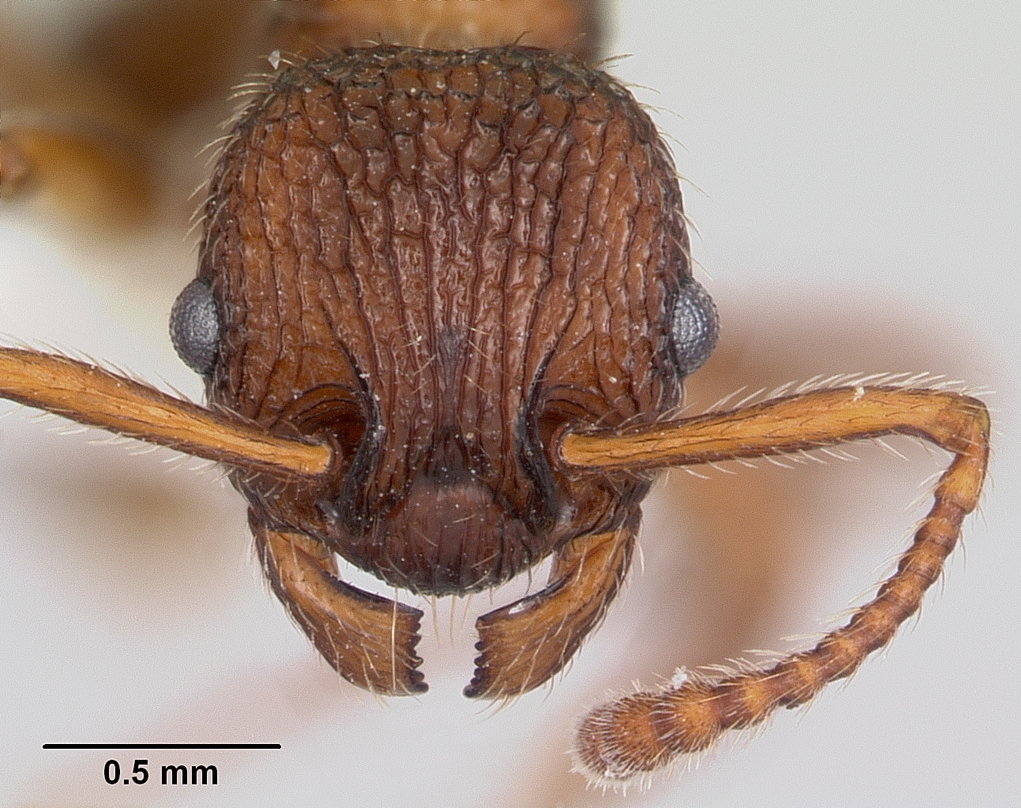
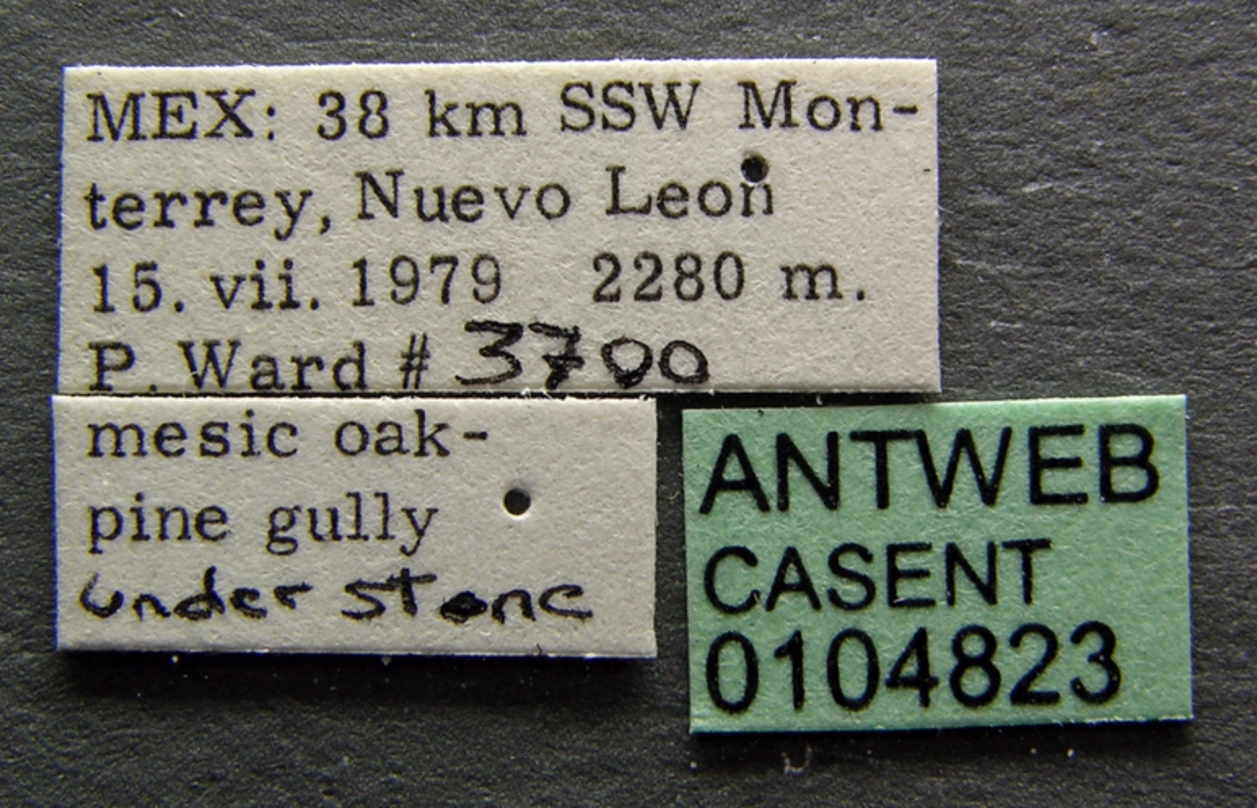
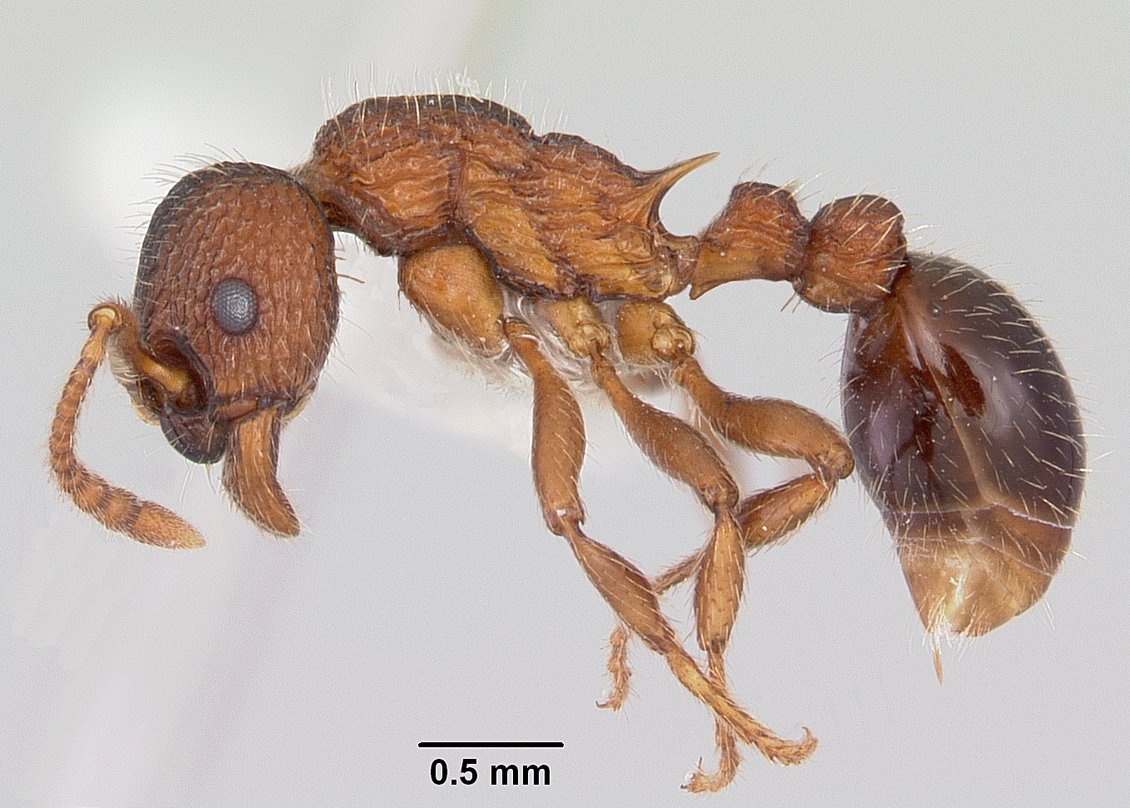
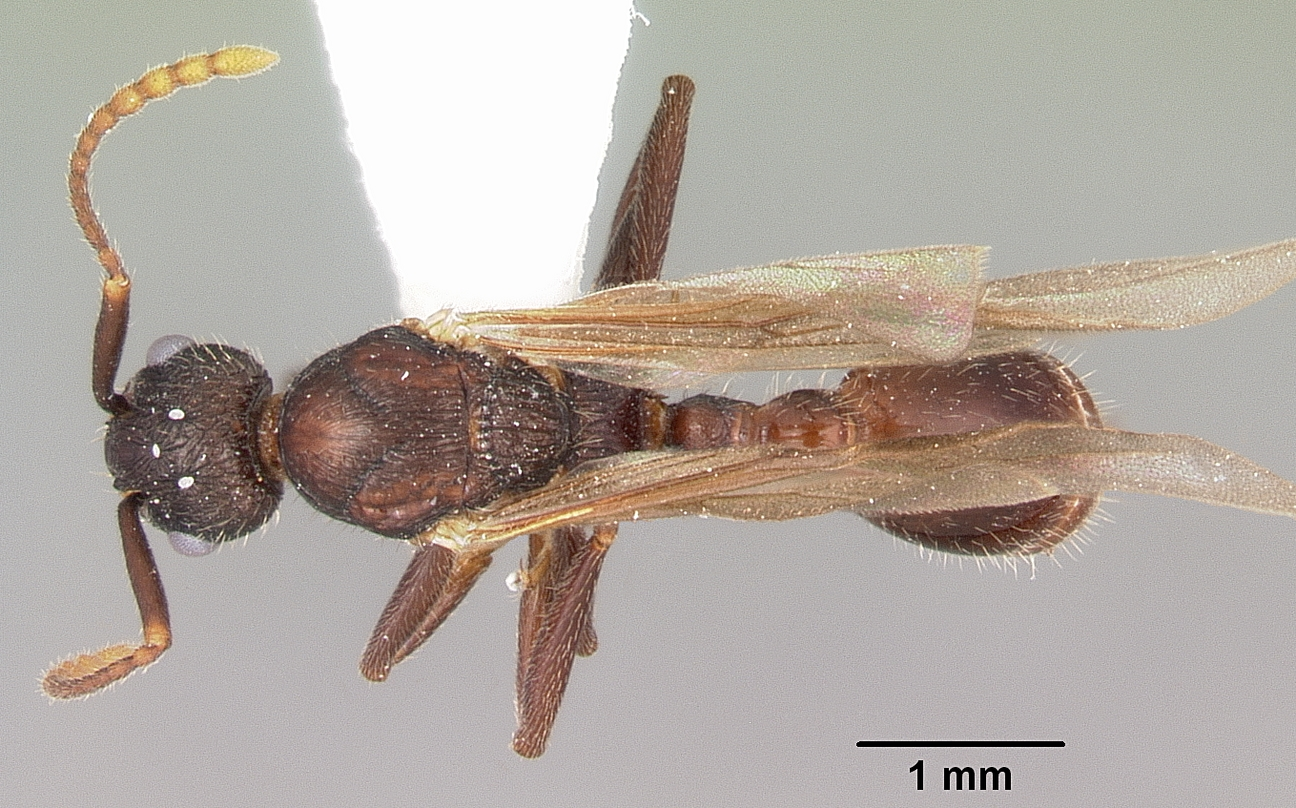
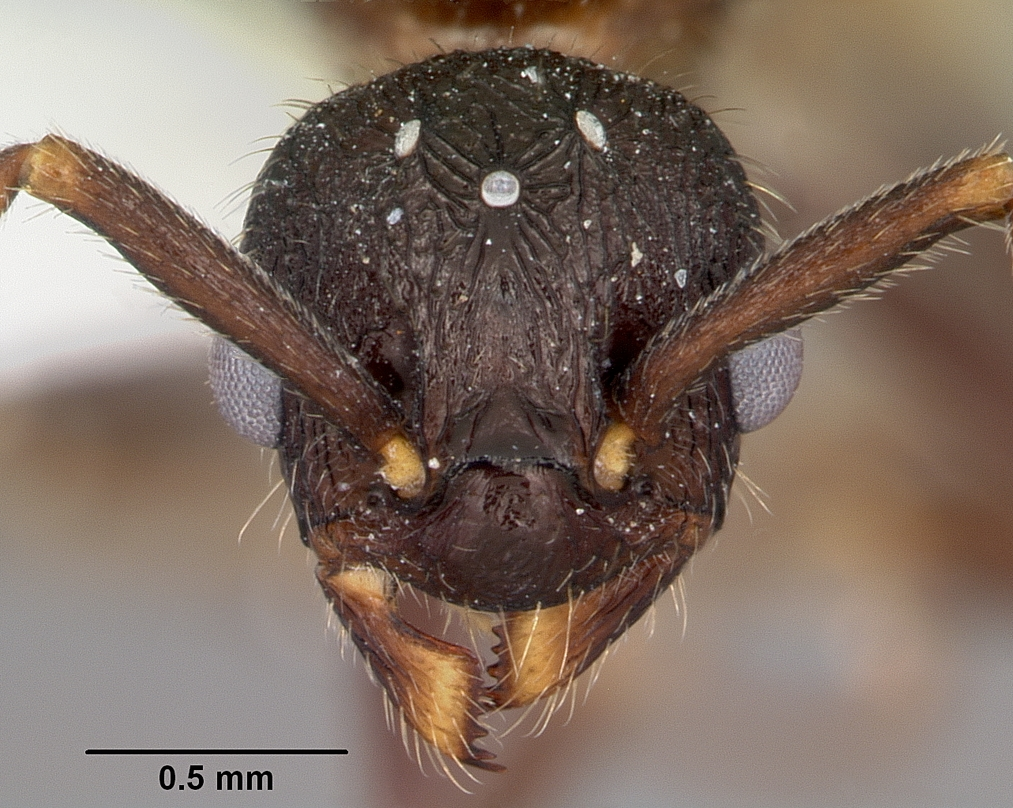